# P・O・Box 1142

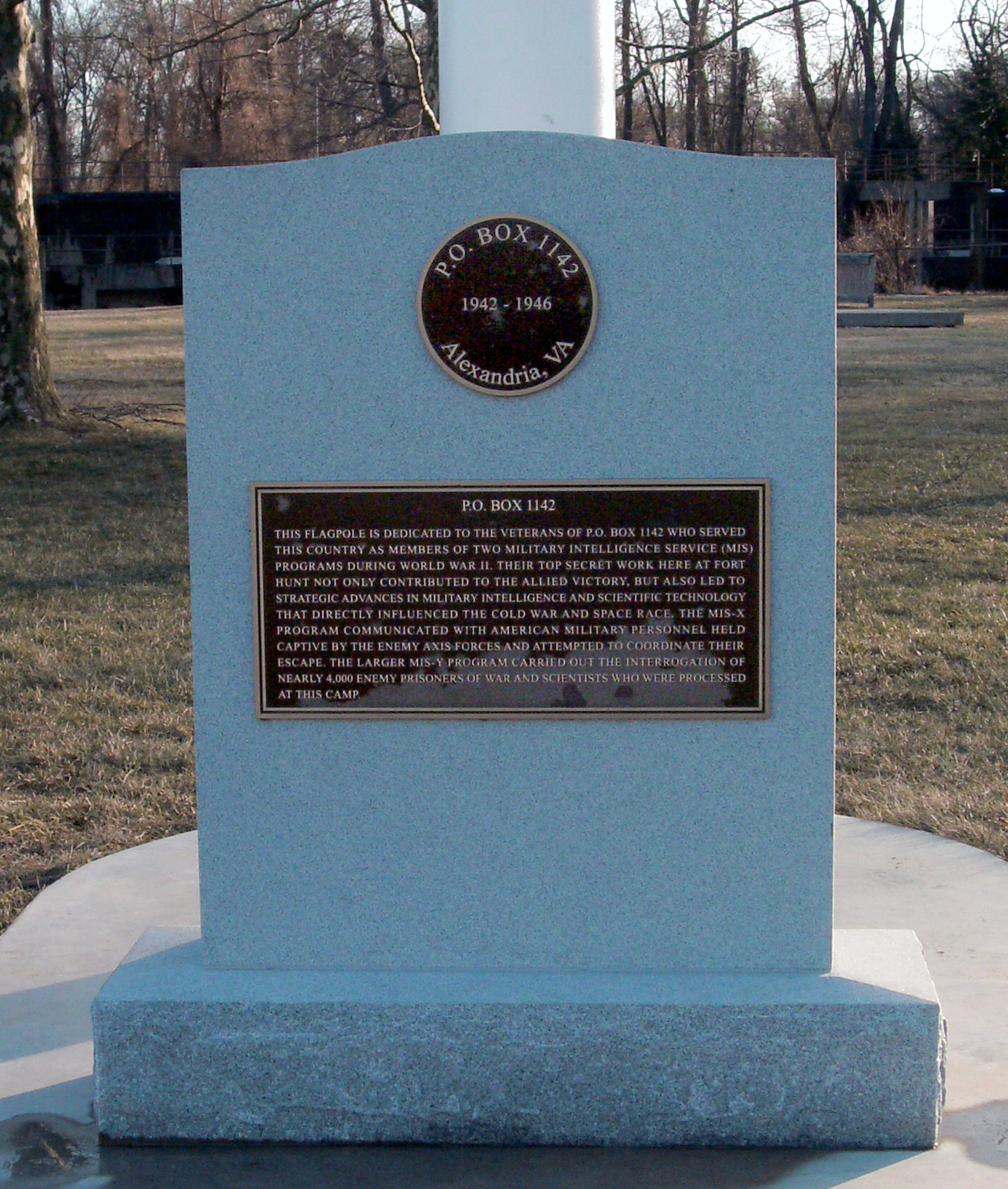
フォート・ハント公園にあるP.O.Box 1142の記念碑

P・O・Box 1142は、第二次世界大戦中に運用されたアメリカ軍の諜報施設。アメリカ陸軍情報部（MIS）には、MIS-XとMIS-Yと呼ばれる2つの機関があり、MIS-Xはヨーロッパにて捕らわれたアメリカ人捕虜の解放を主な目的とし、MIS-Yは捕えた捕虜からの情報収集を目的とした。MIS-Yの施設はコード名及び郵送先住所（Post-office box）から「P・O・Box 1142」で知られている。

## 概要
P・O・Box 1142は、かつてジョージ・ワシントンが保有していた農地の一部であるバージニア州フォートハントに拠点を置く。施設ではドイツの科学者、潜水艦の乗員などから情報が収集され、海外の連合国捕虜とも連絡を取った。赤十字社に囚人の移送や場所が通知されなかったため、収容所はジュネーブ条約に違反していたが、生き残った監視員によると、拷問は行われなかった。
施設に収容された著名な囚人には、ロケット科学者のヴェルナー・フォン・ブラウン、スパイの達人ラインハルト・ゲーレン、赤外線検出の発明者であるハインツ・シュリックが含まれていた。ドイツのUボート司令官ヴェルナー・ヘンケも囚人であったが、柵を登って逃亡を試みた際に射殺された。
フォート・ハントで行われた作業は、連合国の第二次世界大戦の勝利に貢献した。それはまた、冷戦に直接影響を与えた科学技術と軍事情報の進歩に繋がった。2007年10月、元諜報員のグループが戦争の終結以来初めて集まり、彼らの貢献を認める旗竿と飾り板が捧げられた。
施設は1942年に開設され1946年に閉鎖、大部分はブルドーザーにより土で覆われた。
歴任の施設長は次のとおり。
- ダニエル・W・ケント大佐（1942年7月1日 – 1942年10月21日）
- ラッセル・H・スウィート大佐（1942年10月21日 – 1943年2月1日）
- ジョンL・ウォーカー大佐（1943年2月1日 – 1945年7月18日）
- ゼナス・R・ブリス大佐（1945年7月18日 – 閉鎖後）

## ペーパークリップ作戦
P・O・Box 1142は、ヨーロッパにて行われたペーパークリップ作戦にて連行したドイツの科学者を収容することを目的として、米国から委託された多数の秘密収容施設の中の1つであった。ロケットやその他の高度な技術を専門とする科学者がソビエト連邦の手に渡るのを防ぐために、米国は戦争が終わる前に科学者を連行した。米国はヒトラーのV2ロケットプログラムに取り組んだ科学者に特に焦点を当てた。 

## 尋問プロセス
P・O・Box 1142の機密が解除されるにつれて、施設にて得られた情報が明らかになった。1942年から1946年の間に、収容所の尋問官は3,400人以上の囚人に尋問したが、そのうち500人以上はペーパークリップ作戦にて連行された科学者であった。これらの尋問において、ロケット、ジェット技術、兵器システム、および音響魚雷におけるドイツの進歩に関する重要な情報が発見された。米国はこの情報を利用して、効果的な音響魚雷対策を開発することができた。 
元尋問官は、彼らは肉体的拷問を使用しなかったと言っているが、囚人をソビエト連邦の内務人民委員部に引き渡すと脅迫するなどの心理的手口を使用した。